# Alì ha gli occhi azzurri
Alì ha gli occhi azzurri è un film del 2012 diretto da Claudio Giovannesi. Si ispira alla poetica di Pier Paolo Pasolini, e racconta la dura vita di due adolescenti, Stefano e Nader, in una borgata romana. Ha partecipato, in concorso, alla 7ª edizione del Festival internazionale del film di Roma  ottenendo il Premio Speciale della Giuria.

## Trama
Nader è un sedicenne italiano nato in una famiglia di origine egiziana e conformata ai principi dell'Islam, precetti e valori tradizionali che non condivide e ai quali si ribella, dando vita ad uno scontro generazionale coi genitori. I rapporti con la madre sono molto tesi e si aggravano quando Nader inizia ad intrattenere una relazione con una ragazza e salta la preghiera. Così una notte, tornato per l'ennesima volta a casa dopo la mezzanotte, Nader si ritrova per punizione chiuso fuori dalla porta di casa, con la minaccia di non potervi fare ritorno, se non dopo aver lasciato la fidanzata.
Assieme a Stefano, Nader è iscritto ad un istituto professionale alberghiero di Fiumicino. I due coetanei, anziché frequentare le lezioni, preferiscono dedicarsi alla ricerca dei soldi facili, tra rapine e furti.
Stefano è appena stato lasciato dalla ragazza, verso la quale ha un atteggiamento possessivo. Un pomeriggio in discoteca, quando la sua ex fidanzata viene corteggiata da un adolescente rumeno, scoppia un tafferuglio e Nader, per proteggere l'amico, reagisce accoltellandolo.
Il giorno seguente a scuola, un loro amico, Zoran, avvisa Stefano che un gruppo di rumeni li stanno cercando per vendicarsi, e sono riusciti a scoprire la scuola frequentata dai ragazzi chiedendo informazioni al buttafuori della discoteca.
Stefano riesce ad evitarli, ma la preoccupazione lo spinge a non tornare a casa e preferisce passare la notte dal fratello di Nader.
I due decidono quindi di acquistare una pistola per difendersi, così Nader è costretto a chiedere dei soldi alla sua ragazza, Brigitte, che gli consegna una collana d'oro di famiglia. Nella stessa scena a casa della ragazza, si scopre che Nader ama indossare delle lenti a contatto azzurre per cambiare il colore degli occhi, dal quale il titolo del film.
Quella sera, tornando a casa, i due vengono raggiunti in auto dal padre di Stefano, al quale raccontano l'accaduto. Questi convince il figlio a tirarsi fuori dalla vicenda e lo accompagna a scuola il giorno seguente; prima di entrare in aula Stefano incontra la sorella di Nader, Laura, con la quale tenta di farsi avanti.
Nader è contrariato dalle avance dell'amico nei confronti della sorella: i due litigano e Nader decide di affrontare i rumeni da solo, acquistando la pistola con i soldi ricavanti dalla vendita della collana di Brigitte.
Accompagnato da Zoran, Nader incontra il fratello del ragazzo che ha accoltellato. In un primo momento la situazione sembra degenerare: Nader viene preso a pugni e rinchiuso nel baule di un'auto, salvo poi calmarsi, ed il ragazzo ne esce illeso.
Tornando a casa, Nader incontra Stefano e Laura mentre si stanno baciando in macchina; furioso, rincorre l'amico sul lungomare e gli spara alle spalle ad occhi chiusi, mancandolo. Compresa la gravità del gesto, Nader si calma e si accascia a terra mentre Stefano si allontana.
Il film si conclude con un'inquadratura a casa di Nader, mentre ancora una volta la famiglia cena senza di lui.

## Riconoscimenti
- Festival internazionale del film di Roma
  - 2012 – Premio Speciale della Giuria
  - 2012 – Premio alla migliore opera prima e seconda
- Festival del Cinema di Porretta Terme
  - 2013 – Premio del pubblico - Concorso Fuori dal Giro - 1ª edizione